# 南門區
南門區，原稱為南區，為民國三十四年（1945年）的舊省轄市嘉義市行政區之一。「南門」二字乃源自於區內的南門圓環遺址，為舊嘉義縣城南門所在地而得名。民國三十五年（1946年）與八獎區合併為新南區。